# ناحیه صنعتی (ماهشهر)
- شهر: بندرماهشهر

- جایگاه جغرافیایی در شهر: شمال

- منطقه شهرداری: منطقه۲

- پیش شماره: ۰۶۱۵

ناحیه صنعتی ماهشهر در محدوده جغرافیایی جنوب شهرستان و بالای شهر  بندر ماهشهر است که از افراد اعیان نشین برخوردار است و از چندین محله و کوی تشکیل شده‌است. شهروندان ناحیه صنعتی عمدتا از کارکنان بازنشسته پتروشیمی رازی و بندر امام و فارابی و کارکنان جوان منطقه ویژه اقتصادی هستند. منازل قدیمی ناحیه صنعتی در دوره پیش از انقلاب و توسط پیمانکاران غیر ایرانی ساخته شده‌است. زبان رایج در این منطقه فارسی است و بیشتر شهروندان آن مهاجرانی هستند که در در دهه‌های چهل و پنجاه خورشیدی استخدام صنعت نفت شدند. ناحیه صنعتی دارای بازار مجزا و یک فرهنگسرا و تعدادی پارک و مرکز رفاهی و مجتمع‌های تجاری و ورزشی می‌باشد.

## محله‌ها و بخش‌های ناحیه صنعتی

### ۲۱۸ دستگاه
شهروندان ۲۱۸ دستگاه عموماً کارکنان شرکت پتروشیمی بندرامام هستند که این مجموعه مسکونی دارای زمین ورزشی، سالن غذا خوری، سینما، پارک، مسجد و حراست جداگانه می‌باشد. این مجموعه شامل طرح "باغ شهر" بوده و مجوز تراکم داده نمی‌شود. مدیران شهری و پتروشیمی اکثرا ساکن این مجموعه میباشند.
سازمان برق
حدفاصل منازل کارمندی و کارگری که متعلق به کرکنان سازمان برق بندرماهشهر و معروف به ۴۰ دستگاه میباشد . شامل دو خیابان که به نور ۳ و نور ۴ نامگذاری شده اند . برخی از ساکنین قدیمی شامل : چشم براه ، بهتری ، موسوی ، قنواتی ، مکوندی و سایر کارکنان سازمان برق

### SQها
اس‌کیوها خانه‌های کارکنان پتروشیمی‌ها یا عموماً سازمانی بندر ماهشهر هستند که به صورت واحدهایی به صورت سقف‌های تخت و خانه‌هایی با بام‌های شیروانی هستند و تمامی این واحدها در زمان قبل از انقلاب و عمدتاً بدست انگلیسی‌ها بنا شده‌است.

### فارابی
منازل فارابی منطقه مسکونی کارکنان شرکت فارابی می‌باشد که در گذشته این منطقه به نام ایران نیپون شناخته می‌شد و دارای خانه‌های زیبا و باغ‌های فراوان می‌باشد.

### دیگر مناطق ناحیه صنعتی
۵۲دستگاه، کارگری‌ها، کمپA(کوی توحید)، کویتی‌ها،پارسوماش، فارابی، ۱۸۰دستگاه و سیصدی ها وبازار.

### کویتی ها
این منطقه فقط شامل مجتمع‌های مسکونی و آپارتمان‌های لوکس همچون میداس و پارسه می‌شود.البته این منطقه در گذشته دارای خانه باغ‌های بسیاری بوده ولی در طی دهه گذشته بیشتر آن ها به آپارتمان‌های لوکس و نوساز تبدیل شده 
این منطقه جز خوش آب و هواترین منطقه‌های بندر ماهشهر است .

### آتلانتیک ناحیه صنعتی
منطقه‌ای مرفه نشنین است که جز کارکنان‌های پتروشیمی شیمیایی رازی هستند و شامل پارک و مجتع‌های مسکونی و دارای حراست ویژه برخودارند.

## منبع
1. ↑  «فهرست خدمات شرکت عملیات غیر صنعتی ماهشهر». بایگانی‌شده از اصلی در ۲ نوامبر ۲۰۱۱. دریافت‌شده در ۲۰ نوامبر ۲۰۱۱.